# Орловський сільський округ (Єсільський район)
Орло́вський сільський округ (каз. Орловка ауылдық округі, рос. Орловский сельский округ) — адміністративна одиниця у складі Єсільського району Акмолинської області Казахстану. Адміністративний центр та єдиний населений пункт — село Орловка.
Населення — 369 осіб (2021; 547 у 2009, 790 у 1999, 948 у 1989).
Станом на 1989 рік існувала Комсомольська сільська рада (село Орловка).